# 痛タク
痛タク（いたタク）または痛タクシー（いたタクシー）とは、キャラクター等の絵図を車体に施したタクシーの俗称である。「痛車仕様のタクシー」または「痛いタクシー」を意味し、2013年（平成25年）10月現在は特定企業の登録商標などではないので同様のタクシー全般をこう呼ぶが、とりわけ札幌市に本社を置く長栄交通（ちょうえいこうつう）株式会社の活動が顕著であった。

## 長栄交通の「痛タク」
長栄交通の運行する「痛タク」の特徴は、キャラクターの著作権者との間で著作権料や広告料のやり取りをしないことにより屋外広告物法並びに自治体の同種条例の規制を受けず一般の痛車同様に車体全面に渡る装飾を施す点と、車内にもキャラクターに関する物品を配置し乗務員にもそれについての知識教育を施す点にある。広告収入が無いので車両の意匠そのものは会社の収入に直結しないが、注目されるに従い運賃収入が増して乗務員にも評判が良いという。長栄交通においてはこうした車両を「痛タク」のほか「アートタクシー」と呼ぶ場合もある。
長栄交通が痛タク運行を始めたのは、2012年（平成24年）当時不況下にあった北海道の地域振興策としてタクシーの広告活用を提案しながらも小規模企業であるために地元企業の賛同を得られずにいた同社の営業企画課長（当時）が、有志による活動であるために広報に悩んでいた「TOYAKOマンガ・アニメフェスタ」の広告を自腹で引き受けたのが最初である。車体のイラスト・デザイン制作はドラマチッククリエイション&エンターテイメント企画が担当している。同課長自ら「札幌痛タク実行委員会」を組織し走行させた痛タクは、TwitterやFacebookで話題となり「さっぽろ村ラジオ」同年6月26日放送に同課長がゲストとして出演するなど地元メディアにも注目された。その後、認知されるにつれリトルベリーズ、藍井エイル、フランチェスカ、ClariS、北乃カムイといった当地ゆかりのキャラクターや人物、インターネットコミュニティのマスコットキャラクターである暮井慧（プロ生ちゃん）などのほか、『バイオハザード6』や『新世紀エヴァンゲリオン』、『魔法少女まどか☆マギカ』といった全国的に知られるキャラクターを使った車両も作られる。確認できる限りでは2012年（平成24年）12月時点で各種キャラクター合計11台を運行した。上田清司埼玉県知事は2013年（平成25年）10月24日付公式ブログにてこうした活動について関心を寄せた。
しかし、長栄交通は2014年（平成26年）10月30日に破産、運行中だった暮井慧（プロ生ちゃん）の痛タクは同月29日夜をもって終了している。

## その他の事例

### 国内
- 神戸市で2013年（平成25年）9月21日から同23日まで開催されたイベント「KOBEぽっぷカルチャーフェスティバル2nd」[23]において、イメージキャラクターに起用された神戸新聞社の「いまいち萌えない娘」を車体にデザインした近畿タクシーの車両が展示され、イベント終了後には同市内で営業運行にも使用された[24][25]。
- 逗子市で2013年（平成25年）9月27日から同年10月6日まで催されたイベント「逗子メディアアートフェスティバル(ZMAF)2013」では、芸術家アイドルユニット「ナマコプリ」のデザインによる逗子菊池タクシーの車両が同市内を走行した[26][27]。
- 宮城県白石市で初音ミクや巡音ルカなどVOCALOIDのステッカーを貼ったタクシーがクリプトン・フューチャー・メディアに公認され、期間限定で走行していた[28]。東日本大震災後は、クリプトン・フューチャー・メディアの許可を受けて復興支援イラストを付けて走行していた[29]。

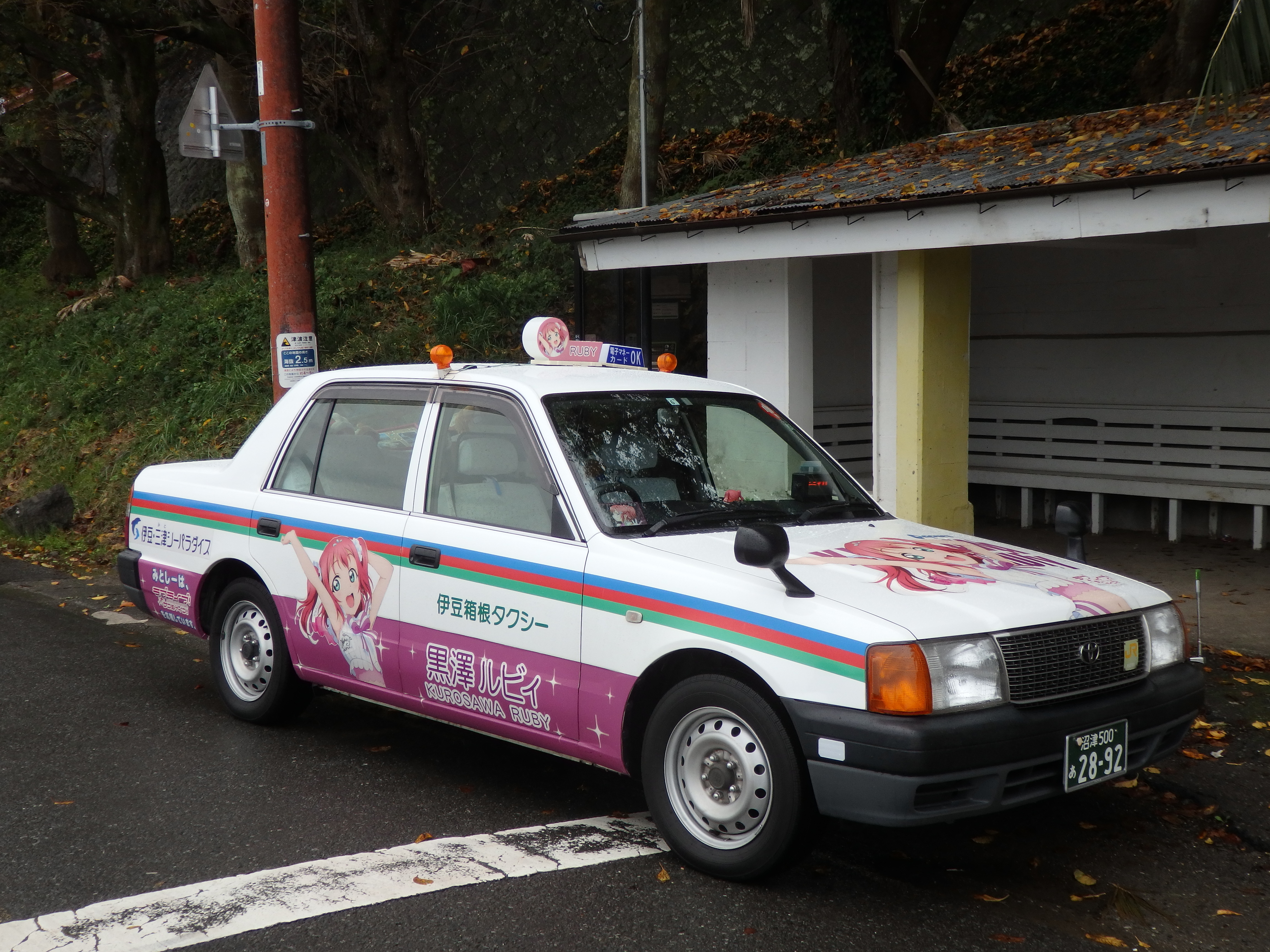
伊豆箱根交通の痛タク
（黒澤ルビィデザイン）

- 徳島市のタクシー会社「徳島第一交通」は、2014年（平成26年）10月にアニメ「Fate/stay night」の図柄を車体に描いたタクシーを7台導入した。徳島市で同月開催のマチ★アソビを盛り上げる目的で、同年末まで運行した[30]。
- 東京都墨田区に本社があった互助交通はチェッカーキャブ所属時代の2016年（平成28年）8月のコミックマーケット90にあわせ、暮井慧（プロ生ちゃん）をデザインしたタクシーを走らせていた。これは4月にニコニコ超会議2016で展示した痛タクシーをモデルとし、当局の条例に適合させたものであった[31][注 2]。その後、大河原邦男デザインによるロボット「イグザイン」の図柄を入れたタクシーも走らせていたが、同社が日本交通子会社のワイエム交通に営業権を譲渡するのに伴い、いずれも2021年（令和3年）7月16日をもって運行を終了した。その後ワイエム交通から分社される形で新たに互助交通が設立されるも、このようなタクシーは運行されることのないまま2023年（令和5年）2月に同じく日本交通子会社のハロートーキョーに吸収合併されて解散した。
- 東京都練馬区のタクシー会社・コンドルタクシーは2016年（平成28年）11月から半年間「きんいろモザイク」の図柄を車体に描いたタクシーを5デザイン2台ずつの10台で運行した[32]。
- 静岡県のタクシー会社「伊豆箱根交通」・「伊豆箱根タクシー」（西武グループ・伊豆箱根鉄道グループ）では、営業エリア内の沼津市内浦地区が舞台のラブライブ!サンシャイン!!の主人公ユニット「Aqours」のキャラクターをデザインしたタクシーを9台運行している[33]。

### 海外
- 台湾でも日本のキャラクターを使った痛タクが走っているが、著作権を守っているかどうか危惧されている[34]。

### 補足
1. ↑  但し、キャラクター使用の許諾を得て、初期の例を除きラッピングにかかる「材料費」は受け取るという[2]。
2. ↑  東京都の条例では車体ラッピングが屋外広告物に該当し、貼付可能箇所が左右前後の各ドア4枚に限定される。